# 法尔默站
法尔默站（英語：Falmer railway station）是一座位于英格兰东南部東薩塞克斯郡布萊頓和霍夫的火車站，沿東海岸綫距離布萊頓站5.6公里，車站由南方鐵路运营。
该车站为法爾默村以及萨塞克斯大学校园和布萊頓大學法尔默校区甚至是布莱顿足球俱乐部的主場法爾馬球場以及布莱顿東部市郊提供往了返布萊頓，伊斯特本和錫福德的服務。
车站原址位于新車站以东约1.1公里，舊車站于1846年6月8日启用，並在1865年8月1日遷到現址，使得車站可以離法爾默更近。